# Oglio
Oglio är en flod i norra Italien. Den är 280 km lång och biflod till Po.
Floden rinner igenom provinserna Brescia, Bergamo, Cremona och Mantua. Nära Borgoforte rinner floden ut i Po. I Val Camonica rinner Oglio genom sjön Lago d'Iseo.